# Honda Concerto
Honda Concerto var en lille mellemklassebil introduceret af Honda i 1988. Modellen afløste Honda Ballade, sedanversionen af Honda Civic, og fandtes både som femdørs hatchback og på visse markeder også som sedan. Concerto blev bygget i Japan til det asiatiske marked, men også i Storbritannien til det europæiske marked. Modellen blev udviklet sammen med Rover, hvis modeller 200 og 400 delte teknik og udseende med Concerto. I 1994 blev modelserien afløst af Honda Domani, som i Europa blev solgt i femdørsversion som Honda Civic.

## Motorer
- 1,4 benzin, 65 kW (88 hk)
- 1,5 benzin, 66 kW (90 hk)
- 1,6 benzin, 80 kW (109 hk)
- 1,6 benzin, 85 kW (115 hk)
- 1,6 benzin, 96 kW (130 hk)
- 1,8 turbodiesel, 66 kW (90 hk), fra Peugeot